# Шурахан
Шурахан — село в Узбекистане. Находится в восточной части города Турткуля на правом берегу Амударьи.
Город Шурахан, предположительно, был основан в кушанское время. Это был крупный населённый пункт на пути из Бухары в Хорезм. У города существовала переправа.
В древние времена здесь же была крепость Шурахан-калъа. До недавних времен у крепости Шурахан-калъа сохранились ровы вокруг крепоста заполненные водой. В данное время остались только восточная сторона и частична северная сторона.
Сейчас в этой крепости находится действующее кладбище. Раньше рядом с крепостью располагался город Петро-Алекандровск.
1863 года 29 июня здесь был путешественник Арминий Вамбери. 
В древние времена крепость Шураханкальа называлось Гарабхашна.
В Шурахане открылся колледж (примерно в 2000 году). 